# Раусдорф (Холштајн)
Раусдорф (њем. Rausdorf) општина је у њемачкој савезној држави Шлезвиг-Холштајн. Једно је од 55 општинских средишта округа Штормарн. Према процјени из 2010. у општини је живјело 235 становника. Посједује регионалну шифру (AGS) 1062058.

## Географски и демографски подаци
Раусдорф се налази у савезној држави Шлезвиг-Холштајн у округу Штормарн. Општина се налази на надморској висини од 29 метара. Површина општине износи 4,9 km². У самом мјесту је, према процјени из 2010. године, живјело 235 становника. Просјечна густина становништва износи 48 становника/km².